# Strophurus wilsoni
Strophurus wilsoni — вид геконоподібних ящірок родини диплодактилідів (Diplodactylidae). Ендемік Австралії.

## Поширення і екологія
Strophurus wilsoni мешкають у внутрішніх районах Західної Австралії, від Чаннара на південь до хребта Робінсон. Вони живуть в чагарниках, зокрема в заростях мульги, та в тріщинах серед скель.